# Abarema longipedunculata
Abarema longipedunculata är en ärtväxtart som först beskrevs av Howard Samuel Irwin, och fick sitt nu gällande namn av Rupert Charles Barneby och James Walter Grimes. Abarema longipedunculata ingår i släktet Abarema och familjen ärtväxter. Inga underarter finns listade i Catalogue of Life.